# Calvert Spensley
Pour les articles homonymes, voir Spensley.
Calvert Spensley (Stockton-on-Tees, 2 janvier 1846-Mineral Point, Wisconsin, 17 janvier 1924) est un homme politique américain, sénateur du Wisconsin.

## Biographie
Né en Angleterre, il arrive dès 1849 aux États-Unis lorsque sa famille s'installe à Shullsburg puis déménage en 1857 à Mineral Point, Wisconsin.
Il sert pendant la guerre de Sécession dans les rangs de l'Union comme sergent (1861-1865) puis est diplômé du Eastman Business College et de la Columbia Law School (1869).
Républicain, président du conseil de surveillance du comté d'Iowa (1875-1876), maire de Mineral Point (1877-1878), il est sénateur du Wisconsin de 1893 à 1896.